# Cursa de Sant Silvestre
La Cursa de Sant Silvestre és una cursa atlètica amb recorregut urbà que es fa en algunes ciutats el (31 de desembre), és a dir, el darrer dia de l'any. A vegades rep el nom de Cursa dels Nassos en alguns llocs dels Països Catalans, en referència a l'Home dels Nassos, el misteriós i mític personatge que només surt en aquesta data a les nostres terres. A altres llocs rep encara altres noms, com ara el de Sabadell, que se'n diu Cursa de Cap d'Any 'La Nostra', o el de la ciutat de Mallorca, se'n diu la "10 km Palma de Mallorca - Yodeman Skyrunner".
La primera cursa de Sant Silvestre que es va celebrar fou a la ciutat brasilera de Sao Paulo l'any 1925, que entroncava amb una vella tradició francesa de curses nocturnes que es disputaven la nit de cap d'any on el concursants duien torxes per a córrer. La cursa se sol disputar el dia 31 de desembre a la tarda tot i que hi ha molta varietat horària i també de dies, malgrat que la idea inicial és que sigui l'última de l'any. Normalment porta el nom del pontífex Silvestre I, que fou santificat per ser el primer papat no martiritzat per l'Imperi Romà. A partir de la Corrida Internacional de São Silvestre de Sao Paulo, la tradició d'aquesta cursa s'ha escampat per diverses ciutats del món i ha esdevingut una prova típica del Nadal amb molta popularitat. Existeixen diferents modalitats, des de les més professionalitzades fins a les més populars i divertides.
A Catalunya es disputa la Cursa dels Nassos de Barcelona a la mateixa ciutat, i la Sant Silvestre Barcelonesa a Sant Cugat del Vallès, per només indicar uns quants. A València s'anomena la cursa de Sant Silvestre Popular i arribà a la 33a edició el 2016, mentre que a Madrid hi ha la molt popular cursa, la San Silvestre Vallecana. A Sant Lluís (Menorca) celebra el 31 de desembre la Cursa Popular Sant Silvestre de Menorca, i a Eivissa, la Pujada a la Catedral. Al Regne de València, a part de la cursa de la capital, hi ha també una vasta quantitat de curses de Sant Silvestre arreu del territori, algunes que comencen tan aviat com el dia 23 de desembre, com la de la Ciutat d'Alacant.